# Presidenti della Giuria della Mostra d'arte cinematografica di Venezia
Ogni anno la giuria della Mostra d'arte cinematografica di Venezia è presieduta da una personalità del cinema.
Dal 1935 al 1939, il senatore e imprenditore Giuseppe Volpi, fondatore della Mostra, ricoprì la carica di Presidente di Giuria. Volpi, insieme al giornalista Mario Gromo detiene per 5 volte il primato di presidente di giuria.
Il saggista e regista Luigi Chiarini è stato Presidente di Giuria 3 volte, mentre il regista Bernardo Bertolucci è stato Presidente di Giuria 2 volte.
Il primo presidente straniero della giuria è stato il documentarista scozzese John Grierson. La prima donna che ha ricoperto la carica di Presidente di Giuria è stata la sceneggiatrice Suso Cecchi d'Amico.
Nel 1992, due persone hanno ricoperto la carica di presidente della giuria insieme: l'attore Dennis Hopper e il regista Jiří Menzel.
Dal 1943 al 1945 il Festival non è stato organizzato a causa della seconda guerra mondiale. Dal 1969 al 1972 e nel 1979 il Festival non fu competitivo, mentre dal 1973 al 1978 il Festival non fu organizzato.

## Presidenti della Giuria - Concorso principale
| Anno | Presidente                | Nazionalità                | Professione                            |
| ---- | ------------------------- | -------------------------- | -------------------------------------- |
| 1935 | Giuseppe Volpi            | Italia                     | Imprenditore                           |
| 1936 | Giuseppe Volpi            | Italia                     | Imprenditore                           |
| 1937 | Giuseppe Volpi            | Italia                     | Imprenditore                           |
| 1938 | Giuseppe Volpi            | Italia                     | Imprenditore                           |
| 1939 | Giuseppe Volpi            | Italia                     | Imprenditore                           |
| 1947 | Vinicio Marinucci         | Italia                     | Giornalista                            |
| 1948 | Luigi Chiarini            | Italia                     | Giornalista, regista                   |
| 1949 | Mario Gromo               | Italia                     | Giornalista                            |
| 1950 | Mario Gromo               | Italia                     | Giornalista                            |
| 1951 | Mario Gromo               | Italia                     | Giornalista                            |
| 1952 | Mario Gromo               | Italia                     | Giornalista                            |
| 1953 | Eugenio Montale           | Italia                     | Poeta                                  |
| 1954 | Ignazio Silone            | Italia                     | Poeta                                  |
| 1955 | Mario Gromo               | Italia                     | Giornalista                            |
| 1956 | John Grierson             | Scozia                     | Documentarista                         |
| 1957 | René Clair                | Francia                    | Regista, sceneggiatore                 |
| 1958 | Jean Grémillon            | Francia                    | Regista, sceneggiatore                 |
| 1959 | Luigi Chiarini            | Italia                     | Giornalista, regista                   |
| 1960 | Marcel Achard             | Francia                    | Sceneggiatore                          |
| 1961 | Filippo Sacchi            | Italia                     | Giornalista                            |
| 1962 | Luigi Chiarini            | Italia                     | Giornalista, regista                   |
| 1963 | Arturo Lanocita           | Italia                     | Giornalista                            |
| 1964 | Mario Soldati             | Italia                     | Regista, sceneggiatore                 |
| 1965 | Carlo Bo                  | Italia                     | Poeta                                  |
| 1966 | Giorgio Bassani           | Italia                     | Poeta                                  |
| 1967 | Alberto Moravia           | Italia                     | Poeta                                  |
| 1968 | Guido Piovene             | Italia                     | Giornalista                            |
| 1980 | Suso Cecchi d'Amico       | Italia                     | Sceneggiatrice                         |
| 1981 | Italo Calvino             | Italia                     | Poeta                                  |
| 1982 | Marcel Carné              | Francia                    | Regista, sceneggiatore                 |
| 1983 | Bernardo Bertolucci       | Italia                     | Regista, sceneggiatore                 |
| 1984 | Michelangelo Antonioni    | Italia                     | Regista, sceneggiatore                 |
| 1985 | Krzysztof Zanussi         | Polonia                    | Regista, sceneggiatore                 |
| 1986 | Alain Robbe-Grillet       | Francia                    | Regista, sceneggiatore                 |
| 1987 | Irene Papas               | Grecia                     | Attrice                                |
| 1988 | Sergio Leone              | Italia                     | Regista, sceneggiatore                 |
| 1989 | Andrej Smirnov            | Unione Sovietica           | Attore, regista                        |
| 1990 | Gore Vidal                | Stati Uniti                | Poeta                                  |
| 1991 | Gian Luigi Rondi          | Italia                     | Giornalista                            |
| 1992 | Dennis Hopper Jiří Menzel | Stati Uniti Cecoslovacchia | Attore, regista Regista, sceneggiatore |
| 1993 | Peter Weir                | Australia                  | Regista, sceneggiatore                 |
| 1994 | David Lynch               | Stati Uniti                | Regista, sceneggiatore                 |
| 1995 | Jorge Semprún             | Spagna                     | Poeta                                  |
| 1996 | Roman Polański            | Polonia                    | Regista, sceneggiatore                 |
| 1997 | Jane Campion              | Nuova Zelanda              | Regista, sceneggiatrice                |
| 1998 | Ettore Scola              | Italia                     | Regista, sceneggiatore                 |
| 1999 | Emir Kusturica            | Serbia                     | Regista, sceneggiatore                 |
| 2000 | Miloš Forman              | Rep. Ceca                  | Regista, sceneggiatore                 |
| 2001 | Nanni Moretti             | Italia                     | Attore, regista, sceneggiatore         |
| 2002 | Gong Li                   | Cina                       | Attrice                                |
| 2003 | Mario Monicelli           | Italia                     | Regista, sceneggiatore                 |
| 2004 | John Boorman              | Inghilterra                | Regista, sceneggiatore                 |
| 2005 | Dante Ferretti            | Italia                     | Scenografo, costumista                 |
| 2006 | Catherine Deneuve         | Francia                    | Attrice                                |
| 2007 | Zhang Yimou               | Cina                       | Regista, sceneggiatore                 |
| 2008 | Wim Wenders               | Germania                   | Regista, sceneggiatore                 |
| 2009 | Ang Lee                   | Taiwan                     | Regista                                |
| 2010 | Quentin Tarantino         | Stati Uniti                | Regista, sceneggiatore                 |
| 2011 | Darren Aronofsky          | Stati Uniti                | Regista                                |
| 2012 | Michael Mann              | Stati Uniti                | Regista, sceneggiatore                 |
| 2013 | Bernardo Bertolucci       | Italia                     | Regista, sceneggiatore                 |
| 2014 | Alexandre Desplat         | Francia                    | Compositore                            |
| 2015 | Alfonso Cuarón            | Messico                    | Regista, sceneggiatore                 |
| 2016 | Sam Mendes                | Inghilterra                | Regista                                |
| 2017 | Annette Bening            | Stati Uniti                | Attrice                                |
| 2018 | Guillermo del Toro        | Messico                    | Regista, sceneggiatore                 |
| 2019 | Lucrecia Martel           | Argentina                  | Regista, sceneggiatrice                |
| 2020 | Cate Blanchett            | Australia                  | Attrice                                |
| 2021 | Bong Joon-ho              | Corea del Sud              | Regista, sceneggiatore                 |
| 2022 | Julianne Moore            | Stati Uniti                | Attrice                                |
| 2023 | Damien Chazelle           | Stati Uniti                | Regista, sceneggiatore                 |
| 2024 | Isabelle Huppert          | Francia                    | Attrice                                |
| 2025 | Alexander Payne           | Stati Uniti                | Regista, sceneggiatore                 |